# Promynoglenes minuscula
Promynoglenes minuscula là một loài nhện trong họ Linyphiidae.
Loài này thuộc chi Promynoglenes. Promynoglenes minuscula được A. David Blest & Cor J. Vink miêu tả năm 2003.